# Robinson Ferreira
Robinson Martín Ferreira García, noto semplicemente come Robinson García (Melo, 7 marzo 1992), è un calciatore uruguaiano, difensore del Racing Montevideo.

## Caratteristiche tecniche
È un terzino sinistro.

## Carriera
Cresciuto nel settore giovanile del Cerro Largo, ha esordito in prima squadra il 20 agosto 2011 disputando l'incontro di Primera División Profesional perso 3-2 contro il Montevideo Wanderers.